# Петров, Виктор Борисович
Петров Виктор Борисович (24 декабря 1947, Винница — 3 марта 2018) — политик на Украине, член КПУ.

## Биография
С марта 1998 по апрель 2002 — Народный депутат Украины 3-го созыва.
С апреля 2002 по март 2005 — Народный депутат Украины 4-го созыва, избран по спискам Коммунистической партии Украины